# Transpiration (botanik)
 For alternative betydninger, se Transpiration. (Se også artikler, som begynder med Transpiration)
| Portal | Portal:Botanik |

Transpiration (egentlig trans-spiration af latin: trans ="gennem" + spirare ="ånde") er i botanikken den fordampning, som sker fra plantens overjordiske dele. Det er en proces, som svarer til fordampning fra jordens overflade (evaporation), og den foregår i blade, stængler og blomster, men også fra blotlagte rødder. Bladenes overflade er forsynet med åbninger, som kaldes spalteåbninger, og hos de fleste planter er der flest af dem på den skyggefulde underside af bladene. Spalteåbningerne er indrammet af læbeceller, som kan ændre form, sådan at spalteåbningen åbnes eller lukkes. Transpirationen sker mest fra spalteåbningerne, og den kan betragtes som et ”nødvendigt onde”, der er knyttet til det at holde spalteåbningerne åbne, sådan at der kan foregå den nødvendige tilstrømning af CO2, som skal bruges i fotosyntese.

## Transpirationens mængde
Transpirationens omfang afhænger af tre ting: dels den relative luftfugtighed omkring planten, dels hastigheden i plantens indre vandbevægelse og dels af plantens adgang til optagelse af vand gennem rødderne. Transpirationen giver planten en fordel på den måde, at den virker afkølende, men også derved, at den holder gang i den opadgående vandbevægelse gennem planten fra roden til den yderste bladspids. Omvendt betyder vandtabet, at planten hele tiden er udsat for stress, som den må modvirke ved at optage mere vand fra jorden. Ved mere alvorlig vandmangel vil planten først reagere ved at lade bladene hænge (de "sover", som det ofte ses hos f.eks. Hare-Kløver). Ved langvarigt vandstress sætter planten først spidserne af bladene ud af funktion – de visner simpelthen, senere lader den hele blade og til sidst alle blade visne.
Transpirationsforholdet er forholdet mellem den transpirerede vandmængde og den producerede mængde tørstof. Transpirationsforholdet hos dyrkede afgrøder vil ofte ligge mellem 200 og 1000 (dvs., at planterne transpirerer 200-1000 l vand for hvert kg tørstof, de producerer) . Planternes transpirationsrate kan måles ved hjælp af en række teknikker som f.eks. brug af potometre, lysimetre, porometre og saftstrøm-ventiler.

## Tilpasninger til transpiration
Et fuldvoksent træ kan miste over 1000 l pr. dag på en varm, blæsende dag. Ca. 90% af det vand, planten optager gennem rødderne, bliver brugt på at erstatte transpirationstabet. Ørkenplanter og nåletræer har særligt tilpassede strukturer så som en tyk kutikula, nedsat bladareal, forsænkede spalteåbninger og hår eller vokslag, som alt sammen skal nedsætte transpirationen for at bevare vandet i planten. Mange kaktusarter har fotosyntese i deres sukkulente stængler i stedet for i bladene, hvad der formindsker plantens overfladeareal betydeligt. Mange ørkenplanter har en speciel variant af fotosyntesen, som kaldes Crassulacean acid metabolism (CAM), hvor spalteåbningerne er lukkede om dagen, men åbne om natter, hvor transpirationstabet er nedsat.

## Forebyggelse af transpiration
Transpirationsmekanismerne gør, at der er en række ting, man kan gøre for at skåne planterne for vandstress:
- Forøgelse af den relative luftfugtighed (læ omkring planten)
- Nedsættelse af temperaturen (skygge på planten)
- Forøgelse af rodaktiviteten (gødskning)
- Fjernelse af konkurrence (bekæmpelse af ukrudt)
- Tilførsel af vand (vanding)

## Transpiration hos dyr
Ordet transpiration kan også bruges om den vandafgivelse, som visse dyregrupper bruger til regulering af deres kropstemperatur, i daglig tale: sved. Da mange af de stoffer, der føres ud af kroppen sammen med sveden, hastigt bliver ildelugtende på grund af bakteriel nedbrydning, hæfter der en hel del ubehagelige bibetydninger ved dette ord, og mange mennesker foretrækker at undgå det.
Noter
1. ↑  Scott Freeman: Biological Science, 3. udg., 2007, ISBN 978-0-321-54327-1 side 215
2. ↑  J. Martin, W.Leonard og D. Stamp: Principles of Field Crop Production, 3. udg.1976 ISBN 0-02-376720-0